# جويل شيما فوجيتا
جويل شيما فوجيتا (باليابانية: 藤田 譲瑠チマ) (مواليد 16 فبراير 2002) هو لاعب كرة قدم ياباني.

## وصلات خارجية
- جويل شيما فوجيتا على موقع رابطة كرة القدم اليابانية للمحترفين (اليابانية)
- جويل شيما فوجيتا على موقع إي إس بي إن إف سي (الإنجليزية)
- جويل شيما فوجيتا على موقع قاعدة بيانات كرة القدم.إي يو (الإنجليزية)
- جويل شيما فوجيتا على موقع ناشيونال فوتبول تيمز (الإنجليزية)
- جويل شيما فوجيتا على موقع Soccerbase.com (لاعب) (الإنجليزية)
- جويل شيما فوجيتا على موقع Soccerway.com (الإنجليزية)
- جويل شيما فوجيتا على موقع عالم كرة القدم.نت (الإنجليزية)